# Mehdi Boukamir
Mehdi Boukamir, född 26 januari 2004 i Jemeppe-sur-Sambre, är en belgiskfödd marockansk fotbollsspelare.

## Karriär
Mehdi Boukamir inledde sin seniorkarriär i Charleroi 2022. Han har representerat Belgien på U18- och U19-nivån 2021 och 2022 och Marocko på U23-nivån sedan 2023. Han ingick i det marockanska laget som vid olympiska sommarspelen 2024 i Paris tog brons efter att Marocko besegrat Egypten i bronsmatchen.